# Naskeo Environnement
Naskeo Environnement est une société française spécialisée dans la conception d'installations de méthanisation.

## Historique
En 2005, quatre étudiants en grandes écoles créent l'entreprise,. Dès son lancement, la société travaille en partenariat avec le Laboratoire de biotechnologie de l'environnement de l'Inra à Narbonne.
En 2007, la société effectue sa première levée de fonds de 2,6 millions d'euros.
En 2012, Naskeo officialise la sortie de terre de son usine de méthanisation à Auch, dans le Gers.
En 2014, elle achète Methajade, spécialiste de la méthanisation en voie sèche, grâce à une augmentation de capital d'1,5 million d'euros. Elle bénéficie des avancées réglementaires dans le secteur et de l'obligation de traitement des bio-déchets d'ici 2025 pour développer son activité dans la première décennie, envisageant en 2015 de s'ouvrir à l'international.
En 2018, elle réalise sa troisième levée de fonds, pour un montant de 12 millions d'euros. L'objectif est de viser la conception d'une centaine d'unités de méthanisation avant 2022, en concertation avec les acteurs locaux (collectivités locales et agriculteurs).
Toujours en 2018, elle inaugure son premier projet à l'étranger, sur l'île d'Hokkaido au Japon. En parallèle, elle s'engage sur un projet au Kenya,. 
Début 2019, elle affiche une quarantaine de références installées. La même année, sa société-mère, Keon, crée une filiale de maintenance nommée Sycomore et une société commune d'investissement baptisée Ter'Green avec des fonds d'investissement dédiés.
En 2022, les actionnaires cèdent la majorité des parts au fonds d'investissement européen dans les infrastructures Marguerite II, rejoint peu après par IDIA CI (filiale du Crédit Agricole). L'année suivante est lancée la filiale Teikei dédiée à l'approvisionnement des méthaniseurs en matière organique.
En mars 2023, Naskeo Environnement achève la construction de l'usine de méthanisation SAS Biogaz Marches de Bretagne à la Garnerie, non loin de la zone d’activité de Saint-Eustache, à Saint-Étienne-en-Coglès (Maen-Roch). L'usine, qui a nécessité un an de construction, occupe un site de près de 2 ha.

## Activités
L'entreprise conçoit des unités de méthanisation, essentiellement en milieu agricole. En 2012-2013, elle participe à la mise en place d'une usine de cogénération traitant des résidus agricoles près d'Auch. Elle contribue aussi à l'installation d'une station de traitement des déchets organiques au lycée agricole d'Obernai.
En 2018, elle inaugure Méthabraye, son plus gros méthaniseur qui rassemble 34 agriculteurs à Savigny-sur-Braye (Loir-et-Cher), pour alimenter la ville de Vendôme en biométhane,.
L'entreprise mène aussi des recherches pour diversifier les déchets traités en méthanisation, notamment à travers un partenariat avec l'INRA Narbonne qui a déjà abouti à plusieurs brevets.